# デンバー交響楽団
デンバー交響楽団（英: Denver Symphony Orchestra）は、アメリカのコロラド州 デンバーを本拠地として活動していたオーケストラ。

## 概要
1934年にデンバーの「市民交響楽協会」により設立され、当地在住の作曲家だったホレース・チュアマンが初代の指揮者に就任。1934年11月30日に地元のブロードウェイ劇場で旗揚げ公演を行った。以後、市立講堂を本拠としてコンサート活動を展開した。1944年にチュアマンが病のために引退し、1945年からサウル・カストンが音楽監督としてオーケストラを鍛えた。1964年にカストンが引退すると、ウラディミール・ゴルシュマンが首席指揮者に就任。1970年にゴルシュマンが離任すると、「市民交響楽協会」が「デンバー交響楽協会」に名称変更し、ブライアン・プリーストマンが後任の音楽監督に選ばれた。プリーストマン任期中の1978年に新しい本拠ホールであるベッチャー・コンサート・ホールが完成している。1979年にプリーストマンが辞任すると、ガエターノ・デローグが後を継ぎ、1986年からフィリップ・アントルモンが首席指揮者を務めた。
1970年代末からデンバー交響楽協会の経営状態が悪化し、団員との間で労働争議がたびたび起きたが、1989年に同協会が破産したため、同年3月25日の演奏会をもってオーケストラも解散した。

## 註
1. ↑  “Denver Public Library archival collection: Denver Symphony Orchestra and Association papers, 1922-1990”. 2017年4月6日時点のオリジナルよりアーカイブ。2017年4月6日閲覧。